# École nationale supérieure en informatique, systèmes avancés et réseaux
 (mars 2019).
L’École nationale supérieure en informatique, systèmes avancés et réseaux (Grenoble INP - Esisar, UGA) est l'une des 204 écoles d'ingénieurs françaises accréditées au 1er septembre 2020 à délivrer un diplôme d'ingénieur.
Membre du groupe Grenoble INP, elle est située à Valence. L'école compte un peu plus de 500 élèves-ingénieurs. Elle forme des ingénieurs dans le domaine des systèmes embarqués et de l'informatique.

## Présentation générale
L'école a été créée en 1981 sous le nom de ISAR, Institut Supérieur d’Automatisme et Robotique à l’initiative de la CCI pour créer une école « répondant aux besoins d’industriels ».
En 1995, l'école devient l’ESISAR (École nationale Supérieure en Informatique, Systèmes Avancés et Réseaux).
| Nom              | Début          | Fin            |
| ---------------- | -------------- | -------------- |
| Eduardo Mendes   | janvier 2020   | (en cours)     |
| Nadine Guillemot | janvier 2014   | janvier 2020   |
| Chantal Robach   | septembre 2007 | janvier 2014   |
| Smail Tedjini    | septembre 2006 | septembre 2007 |
| Michel Dang      | 1995           | septembre 2006 |

Le 19 mars 2025, David Hely, enseignant-chercheur à l'Esisar, est nommé administrateur provisoire de l'école, en attendant la nomination de la nouvelle direction,.

## Formation
L’Esisar est une école en cinq ou trois ans (selon le recrutement après le Bac ou Bac + 2, respectivement). Elle forme des ingénieurs dans le domaine des technologies et services pour l'information et la communication. Trois filières de formation sont possibles : 
- Électronique, informatique et systèmes ;
- Informatique, Réseaux et Cybersécurité, possédant le label SecNumedu de l'ANSSI[6],[7];
- Systèmes Embarqués Sécurisés Communicants (filière en apprentissage).

L'étudiant en dernière année a le choix parmi quatre spécialisations :
- Électronique des systèmes embarqués ;
- Informatique des systèmes embarqués ;
- Ingénierie des systèmes complexes ;
- Informatique et réseaux.

Un master en Intégration, Sécurité et Confiance dans les systèmes embarqués (MISTRE), dont tous les cours sont dispensés en anglais, est accessible depuis 2018.
L'étude des disciplines scientifiques de base - mathématiques et physique - est répartie sur l’ensemble du cursus. Les programmes sont largement ouverts à la gestion, au management, à l’enseignement de méthodes industrielles, ainsi qu’à la communication, aux sports et aux langues. Les élèves doivent réaliser un projet industriel de six mois à temps plein durant l’avant-dernière année.
En 2019, l’école organise au niveau mondial l’édition européenne de la Cyber security awareness week (CSAW) 2019 sur le domaine de la cybersécurité,.

## Vie étudiante

### Cercle des élèves
Le Cercle des Elèves est le BDE de l'Esisar. Créé en 1995, sa dénomination de cercle vient de l'INPG. C'est une association loi de 1901, fédérée d'une part par l'AVE (Association Valentinoise des Étudiants) et d'autre part par le Grand Cercle (association fédératrice de tous les Cercles de Grenoble INP).

### Bureau des Sports (BDS)
Issu de la fusion de Sport Nature et d'Esiglisse, le BDS de l'Esisar organise des activités sportives extra-scolaires permettant aux étudiants de s'amuser, de décompresser et de se rencontrer dans un cadre plus chaleureux et sportif. Il organise diverses activités sportives divisées en plusieurs branches (Esifoot, Esiglisse, Esirunning...). Il contribue également à organiser les entrainements pour le Challenge de l'Étudiant.

### Club Informatique (CIE)
Le Club Informatique de l'Esisar, souvent abrégé CIE, a pour but de réunir les passionnés d'informatique de l'école. Il fournit ainsi divers service aux étudiants comme le site esisariens.org ou encore la maintenance de la borne d'arcade de la cafétéria de l'école.
Le Club organise également plusieurs évènements :
- Les Sessions de partages : des cours particulier sur des sujets non traités dans le cursus comme l'informatique quantique, l'auto-hébergement ou encore les bases de l'utilisation de certains logiciels utiles (Vim, Git...)
- Les Install party : similaire aux sessions de partages, le but ici est d'aider les élèves à installer leurs environnements de travail. Cela va de l'installation de machines virtuelles jusqu'à l'aide à la configuration d'un IDE particulier.
- Les EsiLAN : organisées trois fois par an depuis 2013, ces LAN réunissent aujourd'hui plus de 70 étudiants durant une nuit complète, généralement du vendredi à 19 h jusqu'au lendemain à 7 h.

Il y a aussi une branche de jeux de société et de jeux de rôle, appelée Esiwin.

### Club Robotique (CRE)
Le Club Robotique est un club créé en 1997. Le club participe à différents concours autour de la robotique.
Le club organise aussi des Workshops équivalents des Sessions de Partages du CIE.

### Musisar
Le club de musique de L'ESISAR a été repris en 2017 par des élèves motivés qui organisent maintenant de nombreux évènements tels que :
- des scènes ouvertes, où n'importe qui peut venir jouer avec les instruments mis à disposition sur la scène d'un bar local ;
- des soirées à thème ;
- des concerts[12].

Ils s'investissent également dans la vie étudiante valentinoise en général, puisqu'ils interviennent dans les évènements organisés par d'autres écoles, ou par l'AVE elle-même.

### Esidraw
Anciennement Asies'art, Esidraw est le club d'art de l'école. Il propose des évènements artistiques tels que des concours de photos ou des sessions origamis.

### Esiglisse (fusion dans le BDS[11])
Esiglisse est le club de glisse de l'école. Il propose des sorties ski, wakeboard ou encore au skatepark.

### KrHACKen
L'école dispose également d'un club cyber-sécurité nommé KrHACKen. Celui-ci contribue à l'organisation de la finale de CSAW Europe, compétition internationale universitaire de cybersécurité.